# Werner Horn
Werner Horn (* 25. August 1938 in Altenmuhr) ist ein österreichischer evangelisch-lutherischer Theologe deutscher Herkunft. Er war von 1982 bis 2003 Superintendent der Evangelischen Superintendentur A. B. Wien.

## Leben
Werner Horn besuchte das Gymnasium Carolinum in Ansbach. Von 1957 bis 1962 studierte er evangelische Theologie an der Augustana-Hochschule Neuendettelsau, der Friedrich-Alexander-Universität Erlangen-Nürnberg und der Ruprecht-Karls-Universität Heidelberg. In Erlangen und Heidelberg studierte er außerdem Kirchenmusik. Sein Vikariat absolvierte Werner Horn von 1963 bis 1964 in der Verklärungskirche in Wien. Anschließend war er bis 1968 als Pfarrer in der Heilandskirche in Amstetten und von 1969 bis 1982 in der Glaubenskirche in Wien tätig.
Am 1. Juli 1982 wurde Werner Horn als Nachfolger von Erich Wilhelm Superintendent der Wiener Superintendentur. Im selben Jahr begann er Hymnologie, Liturgik und Kirchenkunde an der Universität für Musik und darstellende Kunst Wien zu unterrichten. 2003 ging Horn aus Altersgründen in den Ruhestand von seinen kirchlichen Ämtern, darunter als Vorsitzender des Ausschusses für Gottesdienst und Kirchenmusik der Evangelischen Kirche A. B. in Österreich sowie als Vorsitzender der Gesangbuchkommission und Referent für Kirchenmusik der Evangelischen Kirche A. u. H. B. in Österreich. Er ist weiterhin Mitglied der Liturgischen Konferenz Deutschlands und der Societas Liturgica. 2005 wurde er als Nachfolger von Karl-Christoph Epting zum Vorsitzenden der Arbeitsgemeinschaft der Gustav-Adolf-Werke und evangelischer Diasporawerke in Europa und Brasilien gewählt. Werner Horn lebt mit seiner Ehefrau Gerlinde Horn in Kärnten.